# ハッピーニューイヤー (2021年の映画)
『ハッピー・ニュー・イヤー』(A Year-End Medley (해피 뉴 이어, 新年快乐 lit.: Happy New Year) は2021年12月29日に公開された大韓民国の映画。
日本では2022年12月9日から公開された。

## あらすじ
クリスマスと新年を祝うホリデームードに満ち溢れた高級ホテル“エムロス”。そこには長年想いを募らせたホテルマネージャーのソジン、つらい事続きの就活生ジェヨン、などクセのある14人が集っていた。カウントダウンを前にハプニングが重なっていき、どんな年越しを迎えるのか・・・・。来年こそ幸せになりたいと願う人に贈る、心温まるラブストーリー。

## キャスティング
- ハン・ジミン : ソジン役
- イ・ドンウク ：ヨンジン役
- カン・ハヌル : ジェヨン役
- イム・ユナ : スヨン役
- ウォン・ジナ ：イヨン役
- イ・ヘヨン : キャサリン役
- チョン・ジニョン ：サンギュ役
- キム・ヨングァン ：スンヒョ役
- ソ・ガンジュン : イ・ガン役
- イ・グァンス ：サンフン役
- コ・ソンヒ : ヨンジュ役
- イ・ジヌク ：ジンホ役
- チョ・ジュニョン : セジク役
- ウォン・ジサン ：アヨン役